# Apanteles erdoesi
Apanteles erdoesi är en stekelart som beskrevs av Papp 1973. Apanteles erdoesi ingår i släktet Apanteles och familjen bracksteklar. Inga underarter finns listade i Catalogue of Life.